# يو إف سي 251
يو إف سي 251: عثمان ضد ماسفيدال (بالإنجليزية: UFC 251: Usman vs. Masvidal)‏ هو حدث لفنون القتال المختلطة نظمته يو إف سي، أُقيم في 12 يوليو 2020، على دو فورم في أبو ظبي، الامارات العربية المتحدة.